# Andreas Frosterus
Andreas Frosterus, född 1685 i Ruovesi socken, Finland, död 25 maj 1739 i Hovs församling, Östergötlands län, var en svensk präst.

## Biografi
Andreas Frosterus föddes 1685 i Ruovesi socken i Finland. Han var son till kapellanen Ericus Henrici Frosterus. Han blev 1706 student vid Kungliga Akademien i Åbo och flydde 1710 till Sverige. Frosterus blev 1713 komminister i Nådendals församling, Finland. Han flydde igen till Sverige och blev 1716 komminister i Rytterne församling. Frosterus blev 1721 pastor vid Vadstena krigsmanshusförsamling, Vadstena. 1737 blev han kyrkoherde i Hovs församling. Frosterus avled 1739 i Hovs församling.
Frosterus gifte sig 14 september 1721 med Brita Reuterhustus (död 1755). Hon var dotter till kyrkoherden Ericus Reuterhusius och Anna Sundius i Rytterne församling. De fick tillsammans barnen Erik Frosterus (1723–1725), Margareta Frosterus (född 1724) som var gift med arrendatorn Anders Lindquist och professorn Henrik Frosterus (1727–1772).